# 인천공항 요금소
인천공항 요금소(仁川空港料金所, Incheon Airport TG)는 인천광역시 서구 봉수대로 1048 (검암동)에 위치한 인천국제공항고속도로 본선 상의 요금소이다. 청라 나들목 인근에 있다.
2000년 11월 21일 인천국제공항고속도로가 개통되면서 영업을 개시했으며, 그 당시 명칭은 신공항 요금소였으나, 2018년 1월 18일에 인천국제공항 제2여객터미널이 개항되면서 현재의 인천공항 요금소로 변경되었다. 이후 같은 해 2월 5일 요금소 내에 다차로 하이패스 시스템이 도입되었다. 인천방향의 경우 요금소 내에 회차로가 설치되어 있어 요금소 통과 시 다시 고양방향으로 회차할 수 있다. 관리는 신공항하이웨이 인천공항영업소에서 하고 있으며, 신공항하이웨이 본사 또한 이 곳에 위치하고 있다.

## 연혁
- 2000년 11월 21일 : 인천국제공항고속도로 개통과 함께 신공항 요금소로 영업 개시[1]
- 2018년 1월 18일 : 인천공항 요금소로 변경[2]
- 2018년 2월 5일 : 다차로 하이패스 시스템 도입[3]

## 통행료
2015년 9월 1일부터 적용되는 요금이다.
| 구분 | 인천공항영업소 |
| ---- | -------------- |
| 경차 | 3,300          |
| 소형 | 6,600          |
| 중형 | 11,300         |
| 대형 | 14,600         |